# یواس‌اس تالوفا (اس‌پی-۱۰۱۶)
یواس‌اس تالوفا (اس‌پی-۱۰۱۶) (به انگلیسی: USS Talofa (SP-1016)) یک کشتی بود که طول آن ۱۰۱ فوت ۰ اینچ (۳۰٫۷۸ متر) بود. این کشتی در سال ۱۹۱۰ ساخته شد.